# 扬·哈尔瓦松
扬·哈尔瓦松（瑞典語：Jan Halvarsson，1942年12月26日—2020年5月5日），瑞典男子越野滑雪运动员。他曾代表瑞典参加1968年冬季奥林匹克运动会越野滑雪比赛，获得男子4×10公里接力银牌。